# Scaphytopius slossoni
Scaphytopius slossoni är en insektsart som beskrevs av Van Duzee 1910. Scaphytopius slossoni ingår i släktet Scaphytopius och familjen dvärgstritar. Inga underarter finns listade i Catalogue of Life.